# Peter Strömbeck
Peter Strömbeck, född 8 mars 1664, död 3 juli 1720, var en svensk rådman och riksdagsman. Han är farfar till brukspatronen Fredrik Lorens Strömbeck.

## Biografi
Peter Strömbeck föddes 1664. Han var son till handlaren Peter Ersson Sniss i Gävle. Strömbeck arbetade som rådman och handelsman i Gävle stad och var riksdagsledamot för borgarståndet i Gävle vid riksdagen 1710 och riksdagen 1719. Han avled 1720.